# Stamm der Likatier

Flagge der Gemeinschaft Stamm der Likatier

Der Stamm der Likatier ist eine neue religiöse Bewegung, deren Mitglieder in einer kommuneähnlichen Lebensgemeinschaft leben. Die Gruppe wurde 1974 gegründet und hat ihr Zentrum in Füssen. Der Name bezieht sich auf den keltisch-vindelizischen Stamm der Likatier, der im Gebiet um den Lech siedelte. Eigenen Angaben zufolge hatte die Vereinigung 166 Mitglieder im Jahre 2003 waren es 250. davon 65 Erwachsene (36 Männer, 29 Frauen), 45 Jugendliche und 56 Kinder.

## Geschichte
Die Gruppe wurde 1974 von dem aus Füssen stammenden Wolfgang Wankmiller (1958–2019) gegründet, der als ihr Oberhaupt fungierte. Sie nannte sich anfangs „PFA (Planet For Absolution)“, ab 1993 „Stamm Füssen Eins“, bis sie sich 1998 den aktuellen Namen „Stamm der Likatier“ gab. Er war Stadtrat und Ehrenmitglied der Jungen Union und später wiederholt Gegenstand der Berichterstattung der Boulevardpresse.
Nach eigenen Angaben bis 1990, betätigten sich die Mitglieder in den ersten Jahren vor allem kommunalpolitisch in verschiedenen Parteien; als Ziele werden Umwelt- und Heimatschutz sowie mehr Bürgernähe angegeben. Die Gruppe versuchte durch Mehrfachmitgliedschaften von ein und derselben Personen in verschiedenen Parteien ihre Ziele zu verwirklichen. Dies führte letztlich auch zu Parteiausschlüssen.
Der Stamm der Likatier nennt als wichtigstes Ziel die Entwicklung einer eigenen Kultur, jedoch gibt es laut eigener Aussage „(…) für die einzelnen Stammesmitglieder keine Verpflichtungen zur Teilhabe an dieser Kultur“. Die auf der Website genannten Interessen- und Betätigungsfelder stellen sich als eine Mischung lokaler Traditionen und spiritueller Themen verschiedener Ausrichtung und Herkunft dar. Weiterhin spielen ökologische Ideen wie Bioregionalismus und Tiefenökologie sowie alternative Lebensformen eine Rolle.
Der Stamm ist nicht hierarchiefrei, sondern gliedert sich in sogenannte Stammeskreise. Diese unterscheiden sich durch verschieden starke Beteiligung seiner Mitglieder am Gemeinschaftsleben, in dessen innerstem Kreisen die sogenannten „Schwurmenschen“ stehen, die als „eigentliche Träger des Stammes“ im Konsens über „alle wichtigen Fragen“ wie z. B. über die „Kulturentwicklung des Stammes“ oder die Aufnahme neuer Mitglieder entscheiden. Außendarstellungen sehen den Stammesgründer Wolfgang Wankmiller oft in einer hervorgehobenen Position innerhalb der Gruppe. Die Selbstdarstellung der Gruppe beschreibt jedoch keine solche Stellung innerhalb des Stammes. Es gibt innerhalb des Stammes eine nicht näher beschriebene neuheidnische spirituelle Kultur und den Glauben an eine Mutter-Göttin.
2003 wurde die Gemeinschaft Mitglied im Global Ecovillage Network Europe, einem europäischen Verband von Ökodörfern.
Mitglieder des Führungskreises waren in Geschäftsleitungen verschiedener Unternehmen vertreten. Als dieses durch die Medien bekannt wurde, stellten Geschäftspartner teilweise die Zusammenarbeit ein.
Die von Wankmiller initiierte Heimatzeitung wurde 2002, ebenso wie später das durch den hauseigenen Verlag Pegasus publizierte gleichnamige Magazin „Stämme“, eingestellt. 

## Kontroversen
Es gründete sich eine Bürgerinitiative gegen die als Sekte betrachtete Gruppe. 
Der Inhaber der Firma Telekontor sowie ehemaliger Betreiber der Fernsehkanäle B.TV und Kanal Telemedial, Thomas Hornauer, pflegte nach eigenen Aussagen „lose“ Kontakte zu der Gemeinschaft. Die Kontakte zu der Gruppe spielten eine erhebliche Rolle bei der Diskussion um den Lizenzentzug von B.TV, der im Juli 2004 erfolgte.
Das Landgericht Augsburg verurteilte die Finanzbeauftragte des Stammes am 10. Juli 2008 wegen unerlaubter Bankgeschäfte zu einer Haftstrafe von einem Jahr, die Strafe wurde zur Bewährung ausgesetzt. Zudem wurde sie dazu verpflichtet, 8.000 Euro Geldstrafe zu zahlen und an verschiedene karitative Einrichtungen zu überweisen. Die Gelder wurden als alternative Geldanlage eingeworben.